# Китбунчу, Михаил Мичаи
Михаил Мичаи Китбунчу (тайск. ไมเกิ้ล มีชัย กิจบุญชู; род. 25 января 1929, Самфран, Сиам) —  первый таиландский кардинал. Архиепископ Бангкока с 18 декабря 1972 по 14 мая 2009. Председатель епископской конференции Таиланда в 1979—1982. Кардинал-священник с титулом церкви Сан-Лоренцо-ин-Панисперна со 2 февраля 1983. Кардинал-протопресвитер с 14 декабря 2016.

## Источник
- Информация Архивная копия от 17 марта 2013 на Wayback Machine  (англ.)